# Tuuspråk
Tuuspråk eller sydliga khoisanspråk är en språkfamilj i södra Afrika med två tydliga undergrupper: Taaspråk och !kwispråk. Benämningen sydliga khoisanspråk bygger på teorin att tuuspråken ingår i en gemensam språkfamilj med khoisanspråk, men det är inte helt säkert. Andra teorier vill beteckna tuuspråk som en separat språkfamilj.
Det enda livskraftiga tuuspråket är i dag ǃxóõ, ett taaspråk som talas framför allt av khoisanfolk i Botswana. Av !kwispråken återstår endast det utrotningshotade n/u i Sydafrika. Xam, ett annat sydafrikanskt !kwispråk lever dock vidare i nationen Sydafrikas nationella motto. 
Tidigare har även ǂhõã eller hua räknats in under taapråken, som ibland rent av kallats huaspråk, men ǂhõã hänförs nu oftare till juspråken (eller ”nordliga khoisanspråk”).